# Ellen Lewin
Ellen Lewin (1946) es una antropóloga y académica estadounidense especializada en estudios de la mujer, la maternidad, sexualidad y reproducción así como en la antropología lesbiana / gay.

## Biografía
Ellen Lewin se graduó (Bachelors of Arts) en 1967 en lingüística en el College of the University of Chicago y obtuvo Master of Arts en antropología en 1968. Se doctoró en 1975 en Universidad Stanford. Concluyó sus estudios en esta universidad estadounidense con su trabajo Mothers and Children: Latin American Immigrants in San Francisco.
Pionera en los años 70 en estudios sobre lesbianas, gays, bisexuales y transexuales (LGBT), comenzó su carrera como antropóloga con una investigación sobre madres lesbianas, su monografía Lesbian Mothers: Accounts of Gender in American Culture por la que recibió el premio Ruth Benedict en 1992. Es también profesora de antropología de género en la Universidad de Iowa.
Lewin investigó también a las mujeres de América latina en San Francisco para su tesis doctoral y completó otro estudio comparando los aspectos de la maternidad entre las lesbianas y las mujeres solteras heterosexuales. Su investigación se ha centrado en el género, la sexualidad, la identidad, la reproducción, la antropología médica y en la de lesbianas/gays.

## Obras
- Lesbian Mothers: Accounts of Gender in American Culture (Cornell University Press, 1993)[6]
- Recognizing Ourselves: Lesbian and Gay Ceremonies of Commitment (Columbia University Press, 1998)[7]
- Editor of Inventing Lesbian Cultures in America (Beacon Press, 1996) y Feminist Anthropology: A Reader (Blackwell, 2006)[8]
- Coeditados: Reflections of Lesbian and Gay Anthropologists (University of Illinois Press, 1996), Out in Theory: The Emergence of Lesbian  and Gay Anthropology (University of Illinois Press, 2002), y Reinventing Lesbian/Gay Anthropology in a Globalizing World con el antropólogo profesor de la American University, William Leap.
- Filled with the Spirit: Sexuality, Gender, and Radical Inclusivity in a Black Pentecostal Church Coalition. University of Chicago Press.(2018)